# Lobophytum tecticum
Lobophytum tecticum är en korallart som beskrevs av Philip Alderslade och Shirwaiker 1991. Lobophytum tecticum ingår i släktet Lobophytum och familjen läderkoraller. Inga underarter finns listade i Catalogue of Life.